# Mukhiguda
Mukhiguda è una suddivisione dell'India, classificata come census town, di 6.859 abitanti, situata nel distretto di Kalahandi, nello stato federato dell'Orissa. In base al numero di abitanti la città rientra nella classe V (da 5.000 a 9.999 persone).

## Geografia fisica
La città è situata a 19° 27' 38 N e 82° 50' 11 E.

## Società

### Evoluzione demografica
Al censimento del 2001 la popolazione di Mukhiguda assommava a 6.859 persone, delle quali 3.737 maschi e 3.122 femmine. I bambini di età inferiore o uguale ai sei anni assommavano a 878, dei quali 458 maschi e 420 femmine. Infine, coloro che erano in grado di saper almeno leggere e scrivere erano 5.091, dei quali 3.091 maschi e 2.000 femmine.